# Uluguru
Uluguru bezeichnet eine Gebirgskette in der Region Morogoro  in Tansania. Die Gebirgskette wurde nach einem gleichnamigen Volk der Region benannt. In Swahili bedeutet Uluguru „Land der Luguru“. Luguru sind die „Menschen von den hohen Bergen“ im Unterschied von den weiter nördlich wohnenden Kaguru, den „Menschen von den niedrigen Bergen“. Die Bergkette ist 50 km lang und erstreckt sich zwischen der Stadt Morogoro im Norden bis zum Selous-Game-Reservat im Süden. Höchster Gipfel ist der Kimhandu mit 2646 Metern.

## Geologie
Die Gebirgskette besteht aus geschichteten Hornblende-Biotiten, Gneisen, Granuliten und Migmatiten mit eingefalteten Quarziten, Schiefern, Marmor und Amphiboliten.

## Klima und Vegetation

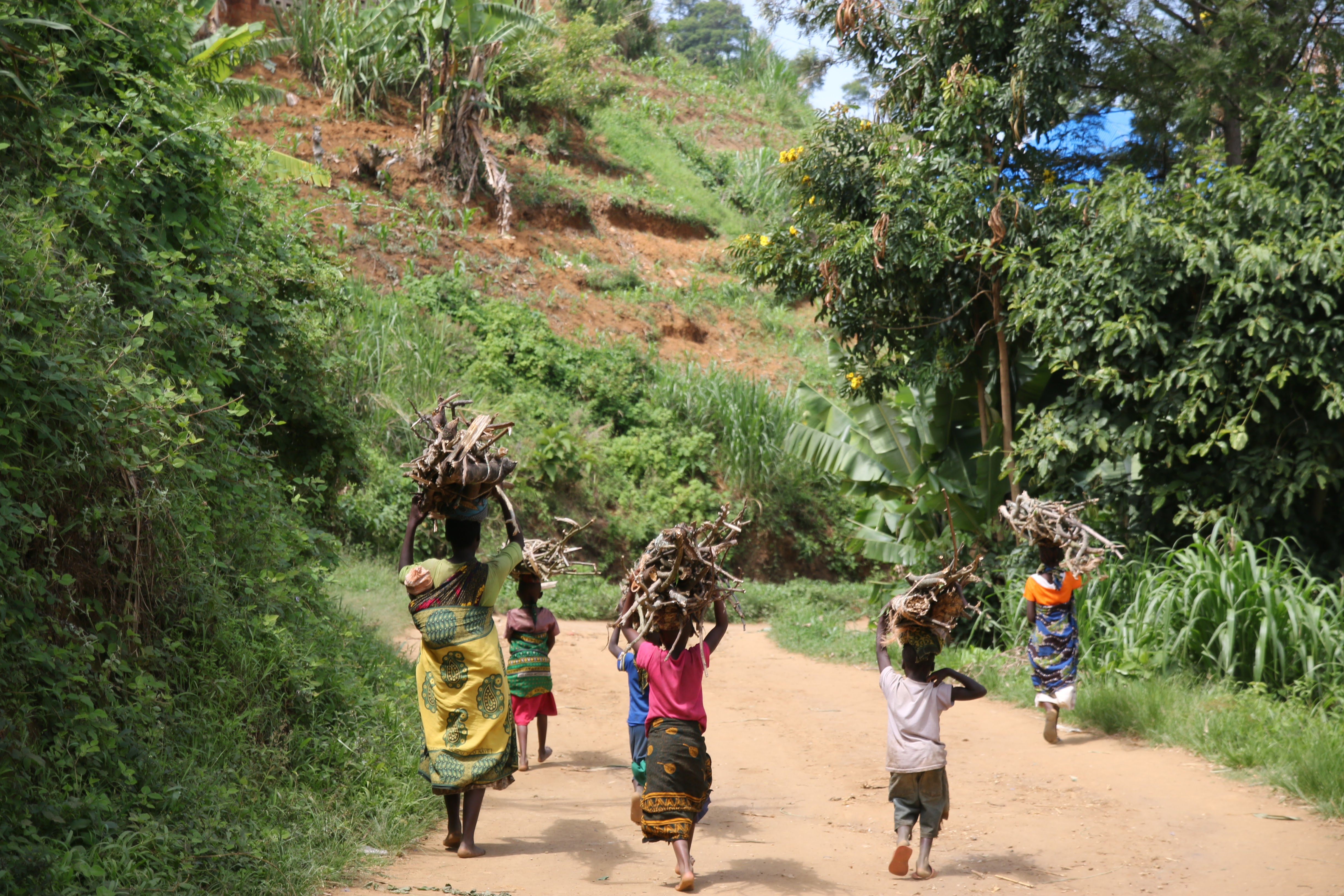
Frauen und Kinder transportieren Holz.

Die Gebirgskette fängt zulaufende Wolken ab, was zu ergiebigen Niederschlägen führt. So fallen an den Osthängen der Ulugurus bis zu 2000 mm Niederschlag im Jahr. Die oberen Bergregionen sind dicht bewaldet und fungieren als Wasserspeicher. Der nach Bagamoyo führende Fluss Ruvu beginnt hier seinen Lauf.
Der tropische Bergwald der Ulugurus gehört zu den ältesten Bergwäldern Ostafrikas. Ungefähr 30 Tierarten – darunter der Schwarzkappenwürger und der Orangebauch-Nektarvogel – leben ausschließlich in den Uluguru-Bergen. Hinzu kommen 200 endemische Pflanzenarten.
Trotz Schutzmaßnahmen kommt es immer wieder zu Abholzungen in den Ulugurus. Die Folge ist Erosion wie das Abrutschen der Berghänge und Überschwemmungen.

## Projekte
Seit 1999 arbeitet die Wildlife Conservation Society (W.C.S.) zusammen mit der einheimischen Bevölkerung an Lösungen, den verbliebenen Urwald dauerhaft zu schützen und zugleich den Bewohnern der Berge eine dauerhafte Existenz zu sichern.